# Dahod
Dahod (en guyaratí: દાહોદ ) es una ciudad de la India capital del distrito de Dahod, en el estado de Guyarat.

## Geografía
Se encuentra a una altitud de 311 m s. n. m. a 216 km de la capital estatal, Gandhinagar, en la zona horaria UTC +5:30.

## Demografía
Según estimación 2010 contaba con una población de 89 672 habitantes.